# ایلای و راجر تک‌خال آسمان
ایلای و راجر تک‌خال آسمان (انگلیسی: Ace Eli and Rodger of the Skies) یک فیلم ماجراجویی کمدی آمریکایی به کارگردانی جان اِرمن است که در سال ۱۹۷۳ منتشر شد.

## بازیگران
- کلیف رابرتسون
- اریک شِـی
- پاملا فرانکلین
- برنادت پیترز
- رزمری مورفی
- آلیس گوستلی
- رویال دانو
- دان کیفر
- پاتریشیا اسمیت